# Диалектные зоны русского языка
Диале́ктные зо́ны русского языка́ – единицы территориально-лингвистического деления второго типа, охватывающие всю территорию распространения говоров русского языка первичного формирования. В отличие от территориальных объединений первого типа (разделения на северное и южное наречия с последующим членением на группы говоров), являющихся основными в русской диалектологии, для диалектных зон характерно отсутствие соотносительности и меньшее количество языковых соответственных явлений. Диалектные зоны не входят в отношения иерархического типа «наречия – группы говоров – говоры», и поэтому ареалы диалектных зон по-разному пересекают границы наречий и среднерусских говоров, охватывая территории различных групп говоров.

## Разработка лингвистического термина диалектной зоны
Впервые понятие диалектной зоны появилось в русской диалектологии при составлении диалектологической карты русского языка 1965 года. Детальное изучение новых данных распространения диалектных явлений привело к выявлению закономерностей совмещения больших по территории ареалов явлений, не связанных с разделением территории распространения русского языка на северное и южное наречия. В результате этого было установлено второе разделение русского языка на особые области – диалектные зоны (при этом подчёркивалось главенство первого членения на наречия). Обосновано такое второе разделение необходимостью более полного понимания исторических процессов развития русского языка и рассмотрения его диалектной структуры. Диалектные зоны явились одним из оснований для внутренней дифференциации наречий и среднерусских говоров, выявили языковые связи между группами говоров в пределах одной зоны в отличие от групп в пределах другой зоны, дали расширенную характеристику основам языковых комплексов групп говоров, выявили наличие межзональных говоров в центральных областях наречий (на территориях взаимоналожения окраинных ареалов противоположных друг другу диалектных зон).
Локализация диалектных явлений в пределах зон показывает своеобразные местные тенденции в развитии языка в историческом прошлом в разное время на этих территориях.

## Сравнение диалектных зон и наречий
Как и наречия, диалектные зоны охватывают значительные территории говоров русского языка. Диалектные зоны и наречия имеют сходство в структурах языковых комплексов (в них также входят двучленные и многочленные диалектные явления, они связаны с разными уровнями языка: фонетикой, грамматикой, лексикой), но при этом между отдельными зонами могут быть существенные отличия по соотношению языковых явлений (по количеству явлений и по их связям с разными сторонами языка). В целом по составу входящих в языковые комплексы явлений южные диалектные зоны сложнее, чем северные.
Диалектные зоны в отличие от наречий, имеющих определённые разграничения, могут отображаться в нескольких разновидностях по различным очертаниям пучков изоглосс. Диалектные зоны не имеют границ между собой, их ареалы накладываются друг на друга. Группы говоров могут перекрываться ареалами разных зон. Так, например, Псковская группа говоров одновременно охватывается ареалами западной, северо-западной и юго-западной диалектных зон. Сами зоны могут полностью быть включёнными одна в другую. Так, например, северо-западная диалектная зона находится полностью в пределах ареалов северной и западной диалектных зон, а юго-западная в пределах западной и южной.
В сравнении с наречиями у языкового комплекса каждой из диалектных зон нет противопоставления единому комплексу на другой территории. Эта особенность связана с тем, что при выделении диалектных зон двучленными соответственными явлениями, как правило, диалектному члену территории зоны противопоставляется совпадающий с литературным языком член соответственного явления. Языковые явления, характерные для литературного языка распространены  и известны по всей территории русских говоров, поэтому пучку изоглосс, определяющему языковое явление в пределах диалектной зоны, не противостоит пучок изоглосс противоположной территории.
Диалектные зоны, как и наречия, образуют сочетания языковых черт, характерные одновременно нескольким группам говоров, и не являются реальными разновидностями  диалектного языка, которым пользуются как средством общения сельское население, отражая только языковые особенности крупных территорий.

## Классификация диалектных зон
Диалектные зоны размещаются на значительных территориях распространения русского языка безотносительно к его разделению на наречия. Большая часть сочетаний ареалов, определяющих каждую из зон, остаётся в пределах наречий, лишь частично охватывая территорию среднерусских говоров.
На территории распространения говоров русского языка первичного формирования размещаются 7 диалектных зон:
- Западная диалектная зона (ареалы связаны с северным и южным наречиями, и со среднерусскими говорами).
- Северная диалектная зона (ареалы в пределах северного наречия).
- Северо-западная диалектная зона (ареалы на западе территорий северного наречия и среднерусских говоров).
- Северо-восточная диалектная зона (ареалы на востоке территорий северного наречия и среднерусских говоров).
- Южная диалектная зона (ареалы в пределах южного наречия).
- Юго-западная диалектная зона (ареалы на западе территорий южного наречия и среднерусских говоров).
- Юго-восточная диалектная зона (ареалы на востоке территорий южного наречия и среднерусских говоров).

Существуют классификации, в которых в качестве восьмой диалектной зоны рассматриваются центральные говоры русского языка, противопоставленные периферийным (говоры центра характеризуются языковыми чертами, свойственными и литературному языку).
Наибольшее значение имеют западная, северо-западная, северо-восточная, юго-западная и юго-восточная диалектные зоны, разделение русских говоров на 5 этих зон выражает противопоставление западных и восточных говоров, оно существует на втором плане наряду с противопоставлением на северные и южные (являющимся определяющим).
Пучки изоглосс, выделяющие диалектные зоны, проходят по территориям наречий и среднерусских говоров, при этом внутри диалектных зон локализуются группы говоров, а в областях взаимоналожения окраинных ареалов противоположных зон в пределах наречий выделяются особые межзональные говоры переходного типа (в них присутствуют языковые черты каждой из соседних зон). Межзональные говоры северного наречия совмещают в себе языковые черты западной, северо-западной и северо-восточной зон; межзональные говоры типа А южного наречия совмещают языковые черты западной, юго-западной (I пучка изоглосс) и юго-восточной зон; межзональные говоры типа Б южного наречия совмещают языковые черты юго-западной (II пучка изоглосс) и юго-восточной зон.

## Языковые черты диалектных зон
Каждая диалектная зона выделяется своеобразным комплексом языковых черт, касающимся всех сторон языка - фонетики, грамматики, лексики. Например, в западной диалектной зоне: формы местоимений [й]он, [йо]на́, [йо]но́, [йо]ны́, та́[йа] - ту́[йу], то́[йе], ты́[йи]; в северной диалектной зоне: произношение прилагательных с суффиксами -ск с мягкими согласными н’ и с’ - же́[н’ск]ий, ру́[с’ск]ий, распространение слов баско́й, ба́ский, баско́, баса́ (красивый, красиво, красота); в северо-западной диалектной зоне: произношение слов верх и столб со вторым гласным после плавного: вер’[о́]х (верх), стол[о́]б (столб), наличие сочетания нн в соответствии сочетанию дн: [н:]о (дно), хо́ло[н:]о (холодно); в северо-восточной диалектной зоне: распространение слов мост (сени), бо́льно (очень); в южной диалектной зоне: распространение различных типов яканья; в юго-западной диалектной зоне: склонение местоимения одна - у од[нэ́]й , у од[не́]й, в од[нэ́]й , к од[не́]й, распространение слов жи́то (рожь), ду́же (очень), произношение ў в соответствии со звуком в;  в юго-восточной диалектной зоне: наречие дю́же (очень), слово зеленя́ (всходы ржи) и т. д.